# Obléhání Brna (1645)
Obléhání Brna (3. května – 23. srpna 1645) byla významná událost poslední fáze třicetileté války. Brněnská posádka, tvořená 500 vojáky a asi tisícovkou obyvatel Brna, ubránila město proti asi 28 tisícům vojáků generála Lennarta Torstensona. Úspěch obránců odstartoval skvělou kariéru jejich velitele Louise Raduita de Souches ve službách Habsburků, zaměstnal na téměř čtvrt roku švédskou armádu a přispěl též k tomu, že se Brno nakonec definitivně stalo metropolí Moravy (na úkor dobyté Olomouce).

## Politické souvislosti
Císař Ferdinand II. učinil z Brna hlavní město Moravy, zřídil zde své místodržitelství, tzv. Královský tribunál, a od roku 1642 bylo Brno sídlem všech hlavních královských i zemských úřadů. Významnější a bohatší Olomouc byla již od roku 1642 dočasně severským nepřítelem pevně obsazena. Když bylo zcela jasné nebezpečí švédského útoku, mnozí zemští hodnostáři z Brna neměli dost odvahy a raději uprchli do Vídně, protože správně usoudili, že se město stane dalším cílem tažení Švédů.
Poslední lednový den roku 1645 vpadli Švédové přes Krušné hory do zemí Koruny české a 6. března v bitvě u Jankova drtivě porazili vojsko císaře Ferdinanda III. Švédskému vojevůdci Lennartu Torstensonovi a jeho armádě se tak otevřela cesta na Vídeň.
Vojenským velitelem Brna byl 14. března 1645 císařem jmenován sedmatřicetiletý plukovník francouzského původu Jean Louis Raduit de Souches (čtení: žán lui radvit desuš). Francouz zpočátku nepožíval velké důvěry brněnských měšťanů. Naštěstí se povznesl nad jejich mínění a město i chabé vojenské síly připravoval nanejvýš odborně k dlouhodobému obléhání. Další události ukázaly, že tato volba byla správná. Tento rodák z francouzského La Rochelle zpočátku mnoho důvěry nebudil už svým protestantským vyznáním, šlo totiž o francouzského hugenota. Je pravděpodobné, že mladý Jean Louis získal cenné zkušenosti s obléhací válkou v letech 1627–1628, kdy La Rochelle obléhala francouzská armáda (tato událost je známá také díky románu Alexandra Dumase Tři mušketýři). Po dobytí této poslední protestantské bašty francouzských hugenotů opustil de Souches své rodiště a vstoupil do služeb švédské armády, která v následujících letech prošla mnoha místy Evropy. Roku 1638 byl již švédským plukovníkem, nicméně jeho slibně se rozvíjející kariéru zakončily roku 1642 spory s generálem Torstenem Stålhandskem. De Souches se nechal zatáhnout do souboje, po němž musel švédskou službu urychleně opustit. Pro schopného vojáka ale skýtala doba dostatek příležitostí a změny stran nebyly nijak neobvyklé. Rakouský arcivévoda Leopold Vilém, v té době generalissimus císařské armády, přijal Jeana Louise do habsburských služeb v hodnosti podplukovníka.
Velitel města spolu s hejtmanem rozhodli o obnovení, zpevnění a vybudování nového opevnění. Všechny budovy, které stály 600 kroků od městských hradeb, byly zbourány, byly prohloubeny staré příkopy, někde vytvořeny nové. Pro zajištění zásobování obyvatelstva byl zbudován mlýn na volský potah a ve městě byly vyčištěny všechny studny. Krytou cestou (strada cooperta) pak spojil vlastní město se Špilberkem. Svou rozhodností a přístupem k zajištění obrany města si velitel de Souches brzy získal vážnost. Velký nedostatek zbraní odstraňoval usilovnou výrobou, na níž se podíleli obyvatelé Brna. Počet obránců města byl také malý, ve zbrani bylo 1 475 mužů, z nichž bylo pouze 426 vojáků. Všichni byli přesto odhodláni čelit osmnáctinásobné převaze obléhajících Švédů. Obléhání Brna trvalo od 3. května 1645 až do 23. srpna 1645, kdy Švédové odtáhli – obrovské nadšení, odvaha a hrdinství obránců města bylo tedy korunováno úspěchem.
Počátkem května bylo vše potřebné právě včas vykonáno a pouhých 426 vojáků bylo přichystáno k boji. Slabé síly pravidelné armády doplňovalo 1 049 mužů z řad měšťanů, tedy téměř všichni bojeschopní muži, protože město jako takové čítalo celkem asi 5 000 obyvatel včetně žen a dětí. Vyzbrojeni byli mušketami, ale také nouzově sudlicemi a jinými chladnými zbraněmi. V pevnosti se nacházela i děla.

## Bitva

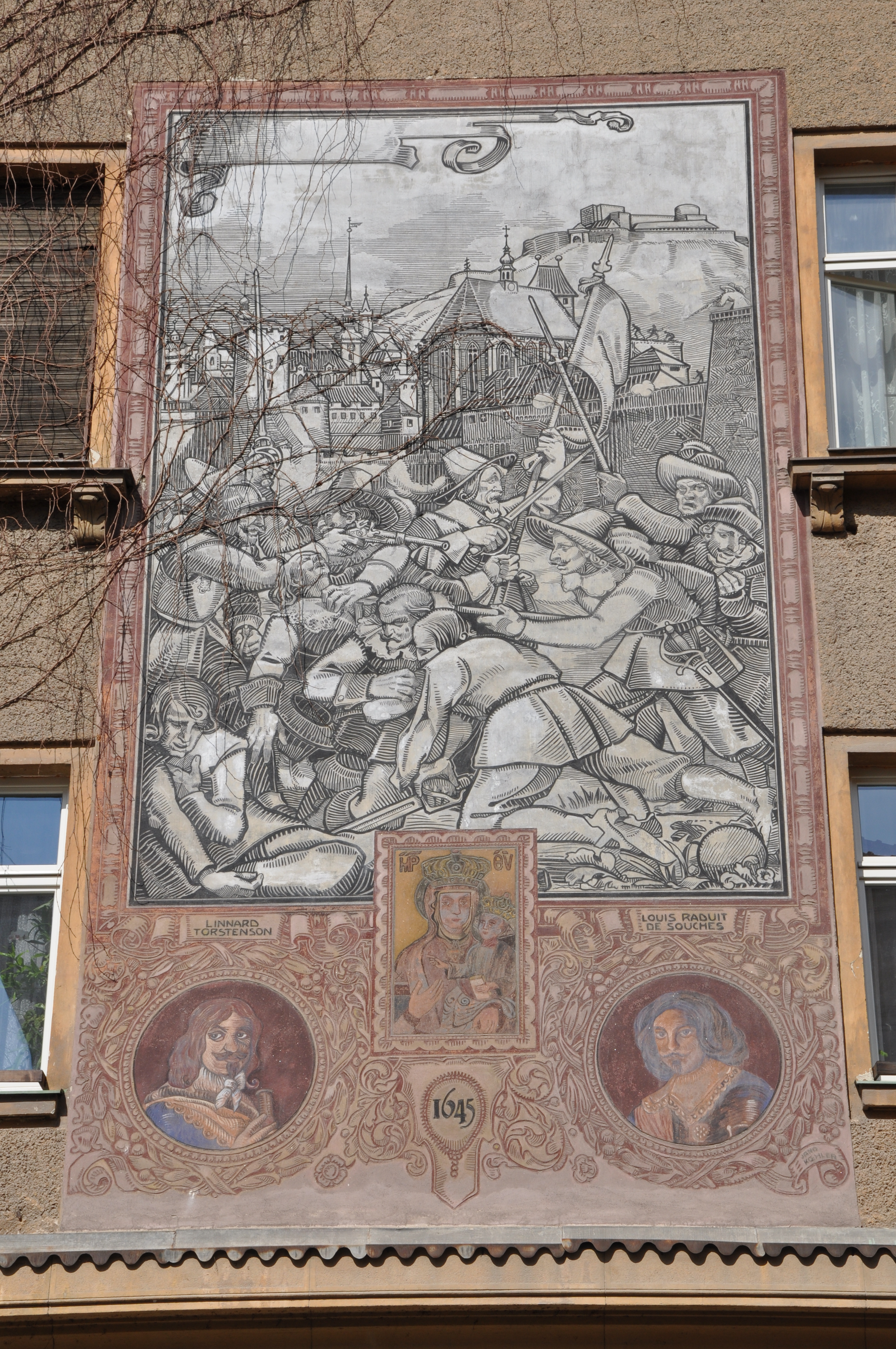
Obrázek z obléhání na brněnském domě.

4. května 1645 se Torstenson s jednou částí svého vojska utábořil na Starém Brně, druhá se  rozložila v oblasti mezi Brnem a Královým Polem. Torstenson měl zjištěno, že posádka je malá, s minimem zásob a střeliva. Vyslal do Brna vyjednavače, ale předložené podmínky kapitulace de Souches rezolutně odmítl. Po zjištění, že vyjednávání je marné, rozkázal Torstenson zaútočit a obsadit nejen Staré Brno, ale i kláštery, kostely a budovy kolem Brna. Švédové začali kopat hluboké zákopy, jimiž by se mohli dostat k hradbám, které chtěli podkopat a vyhodit do vzduchu. Pak zahájili dělovou palbu na Špilberk, vše bez úspěchu. Švédové tedy dále kopali zákopy a pokračovali ve střelbě, nyní dokonce i zápalnými střelami – de Souches však prozíravě nechal těsně před obléháním strhnout všechny šindelové střechy a na půdy domů připravit soudky s vodou. Švédové útočili s mohutnou dělostřeleckou palbou a budováním podkopů, aby mohli vyhodit do vzduchu hradby, Brňané odráželi švédské útoky, budovali protipodkopy a vystavěli novou terasu, která měla být další ochranou hradeb. Byl vyhlášen zákaz prodeje dobytka bez souhlasu magistrátu, píce pro dobytek a koně byla vydávána na denní příděly. Ve městě se brzy začal projevovat nedostatek ledku, který je nutný k výrobě střelného prachu, také zásobování vázlo. Problémy ale měli i Švédové – nedostatek potravin, vojenské neúspěchy. Další pokus Torstensona o vyjednávání byl opět neúspěšný. Brňané nechtěli nic slyšet o tom, že by se měli vzdát, naopak na výsměch Švédům na hradbách vyhrávala hudba a vlály prapory. Nato brněnští podnikli výpad do nepřátelského tábora a Švédy pěkně překvapili. Obráncům města vydatně pomáhala také studentská setnina z jezuitské koleje pod velením měšťana Jana Staffa, kterou nechal vycvičit rektor koleje Martin Středa. Studenti, ač různých národností, byli při pomoci obraně Brna jednotní.
"S tou myší dírou, budu hotov do tří dnů. A tu starou holou studenou kuchyni, tu dobudu nejpozději do jednoho týdne!", bouchl tehdy Torstenson rezolutně pěstí do stolu. "Dírou" myslel samotné město, a "studenou kuchyní" hrad Špilberk. Předpoklad švédského vojevůdce, že Brno do tří dnů padne, se však nevyplnil. Obránci se nezalekli dělostřeleckého bombardování a kladli Švédům tuhý a vytrvalý odpor. Torstenson, jenž začínal ztrácet rozvahu, se opět pokusil o vyjednávání. Pochopil však, že vyjednávat s de Souchesem nemá smysl, proto to zkusil s velitelem Špilberka Jiřím Ogilvym. Tento pokus o vyjednávání ale de Souches překazil.
Torstensonovi tak nezbylo nic jiného, než se pokusit dobýt Brno v souladu s dobovou taktikou. Jeho muži začali k hradbám i opevnění Špilberku nejprve kopat přibližovací klikaté zákopy (sapy). Ty sloužily nejvíce jako dopravní spojení k místům zakládání podkopů pod hradby nebo bastiony. V relativně dobře rozpojitelných horninách bylo možné kopat podzemní chodbičky na poměrně velké vzdálenosti. Do komor na jejich konci pak sapéři ukládali sudy se střelným prachem. Výbuchy mohutných podzemních min měly v pravém slova smyslu vyhodit do vzduchu obranná zařízení obléhaných, bastiony, reduty či celé úseky hradeb. Už 14. června se podařilo pod oba západní bastiony Špilberku i mezilehlé opevnění umístit do minových komor nálože černého prachu. Jeden bastion byl výbuchem miny značně pobořen, u druhého se podařilo zapálit dřevěné prvky. Mezilehlá tvrz byla rovněž napadena dvojicí podzemních náloží. Naštěstí pro obránce Brna ani jeden minový útok nezpůsobil osudový průlom opevnění a následné útoky švédské pěchoty byly odraženy a opevnění nouzově opraveno.
Obě strany byly již dlouhými boji vyčerpané, ale nevzdávaly se. Obě také dostaly zprávy o blížící se pomoci – de Souchesovi potvrdili, že se císařská pomoc blíží, Švédům mělo přijít na pomoc sedmihradské vojsko od Hodonína. Obráncům města se stále více dařilo zasazovat nepříteli kruté rány, mnoho Švédů bylo pobito a zajato. Brněnští ničili švédské útočné stavby, zákopy i podkopy. Tyto úspěchy vedly u obránců ke zvýšení bojechtivosti. Velitel de Souches nařídil další výpad členů domobraneckých oddílů do švédského ležení, kdy byla Švédům zapálena dřevěná pažení v zákopech i další vojenské stavby, které pak Švédové opravovali téměř 4 týdny, ale ty již nebyly tak kvalitní. Přesto se Švédové nevzdávali, pokračovali dále v dobývacích akcích, v prudké střelbě i v budování zemních prací, které směřovaly k narušení městských hradeb.
Torstenson protivníka podcenil a nepředpokládal, že by obléhaným mohla přijít na pomoc nějaká významnější posila. V noci 26. června však na švédské jednotky postavené v místech dnešního starobrněnského pivovaru zaútočilo z týlu asi 600 – 800 císařských vojáků pod velením plukovníka Pachoye. Švédové se domnívali, že byli napadeni celou císařskou armádou, což způsobilo v jejich řadách zmatek a dali se bez boje na útěk. Císařští se tak bez ztráty jediného muže dostali na Špilberk. Posila, která do Brna přišla, byla co do počtu malá, ale přesto se po jejím příchodu zlepšila bojeschopnost brněnských – asi 400 jezdců pod velením hraběte z Vrbna totiž přivezlo za hradby asi 3,5 tuny střelného prachu. Současně se ale zvětšily problémy se zásobováním.
Švédský vojevůdce si uvědomil chybu a jeho vojáci začali okolo města budovat vnější obranné pásmo. Sestávalo ze zákopu pro střelce a předprsně navršené směrem od Brna. Val byl místy doplněn palisádou nebo různými výztuhami z fošen a trámů se střílnami. Na takticky vhodných místech obranný příkop doplňovaly vyvýšené polní pevnůstky zvané reduty. V některých drželi neustálou pohotovost pouze střelci, jiné byly vyzbrojeny i děly. V místech vhodných k útoku jízdy poházeli Švédové do trávy železné ježky s bodci, aby oslabili případné ataky císařského jezdectva.
11. července dostal Torstenson zprávu o odeslání slibované pomoci z Uher. Vybrané jednotky pod velením Jiřího I. Rákoczyho byly vyzbrojeny velkými děly a vybaveny dostatkem střelného prachu. Tato zpráva podnítila obléhatele k další bojové činnosti a tak se 14. července dočkali alespoň částečného úspěchu – obsadili část rozstřílené a pobořené bašty na Špilberku, ale dále se již nedostali. Brňanům pomohla i příroda, když silné průtrže způsobily rychlé zaplavení švédských zákopů a zanesly je pískem a blátem. Několik Torstensonových mužů dokonce utonulo. Švédy oslabovalo i poměrně hojně rozšířené sbíhání vojáků od pluků. Rovněž císařské posily se snažily i nadále a stále častěji pronikat do města.
Torstenson onemocněl dnou, a tak se jeho zástupce, generál Kaspar Mortaigne, snažil s obléhanými opět vyjednávat, avšak marně. 19. července přitáhl k městu mladý Rákoczy s 3000 muži německé pěchoty, 3000 uherskými hajduky a 4000 sedmihradskými jezdci. Naštěstí celé toto vojsko u Brna nezůstalo, část se vrátila do tábora u Lednice a zbylé části vojska pak velel Gábor Bákoš. Počet obléhajících narostl na 28 000 vojáků. Tato posila ale paradoxně znamenala pro Torstensona spíše přítěž. Lehké jezdectvo se při obléhání nemohlo příliš uplatnit, ale naopak samo muselo být živeno a životní úroveň ve stísněném polním ležení také příliš nevylepšilo. Nicméně čerstvé síly a hlavně zásoby přece jen pozvedly Švédy na duchu a obléhání se znovu rozeběhlo se vší urputností. Na intenzitě nabylo i dělostřelecké bombardování, neboť Švédové přitáhli z Olomouce dvě těžká 30 a 36liberní děla nazvaná „Kočka“ a „Myš“.
Ve městě se začali porážet koně, ubývalo střelného prachu, začalo se používat kamení, sudlic, sekyr apod. a granáty pouze ve vážném nebezpečí. Švédům se podařilo zcela zničit dřevěnou baštu na Špilberku. De Souches však byl mimořádně schopným velitelem a v žádném případě se nespoléhal jen na boj s využitím opevňovacích prvků. 30. července zorganizoval další výpad – brněnští zapálili Švédům řadu střílen, poničili zákopy minami a zapálili jejich dřevěná bednění. Způsobili tím mnoho škod s malými vlastními ztrátami. 8. srpna do příkopu mezi Petrovem a Židovskou branou pronikl zástup pěšáků – císařské posily. Jezdci přivezli asi 200 kg síry, která je nezbytnou surovinou při výrobě černého prachu. Ze zásilky bylo možné při dostatku ostatních surovin (dřevěné uhlí a salnytr) vyrobit až dvě tuny střeliviny.
Torstenson se vzápětí nato dozvěděl, že sedmihradský kníže Rákoczy se spojil s vojskem svého syna a že se připravuje na jednání s císařem o smíru. Tato informace společně s nepříznivým vývojem událostí jej přiměla k tomu, aby začal rychle připravovat hlavní útok na Brno.

## Rozhodující střetnutí
V polovině srpna již dělostřelbou a minami poničené a pobořené hradby dávaly útočníkům šance na úspěch zteče, a tak Torstenson na 15. srpen, svátek Nanebevzetí Panny Marie, vyhlásil generální útok na město. Švédové začali s přípravami už 13. srpna 1645. Přivezli děla, moždíře, stavěli baterie – vše zaměřili směrem k Petrovu. Neúnavný de Souches podnikl potřebná opatření. Dal postavit další sruby a palisády. Švédové vyvedli v noci na 15. srpna pěchotu ze zákopů a podkopů a kolem páté hodiny ráno zazněly první výstřely ze švédských baterií. Palba trvala až do čtyř hodin odpoledne. Město utrpělo řadu škod, přesto se nevzdalo.
Generální útok měl být veden do dvou průlomů na severní straně hradeb. Na hlavním směru útoku byli Švédové přivítáni přívalem ručních granátů a postup se zastavil na barikádě postavené ze suti z rozstřílených zdí. V druhém průlomu se při obraně vyznamenali měšťané a studentská legie přesnou palbou. I zde útočníci záhy zjistili, že průlom je provizorně přehrazen a museli ustoupit. Po dopoledním neúspěchu přišel hlavní nápor kolem páté hodiny odpolední, a to dokonce na šesti místech – na Petrově, u Židovské brány, před jezuitskou kolejí, u svatého Tomáše, na Špilberku a na kryté cestě. Zhroucenými úseky pronikly oddíly švédské pěchoty do města, uvnitř je však na mnoha místech čekaly různé pasti a léčky. Obránci města nechali Švédy vstoupit až do městského příkopu, potom je napadli ze zálohy střelbou z mušket, granáty a kamením a přinutili tak k ústupu. Útok se opakoval třikrát, vždy neúspěšně celé dvě hodiny. Na udržení vysoké morálky obležených měl nemalou zásluhu páter Martin Středa, který jak vojáky, tak měšťanské milice povzbuzoval i během bojů s výzvou „Kdo brání Brno, brání celou Moravu“.

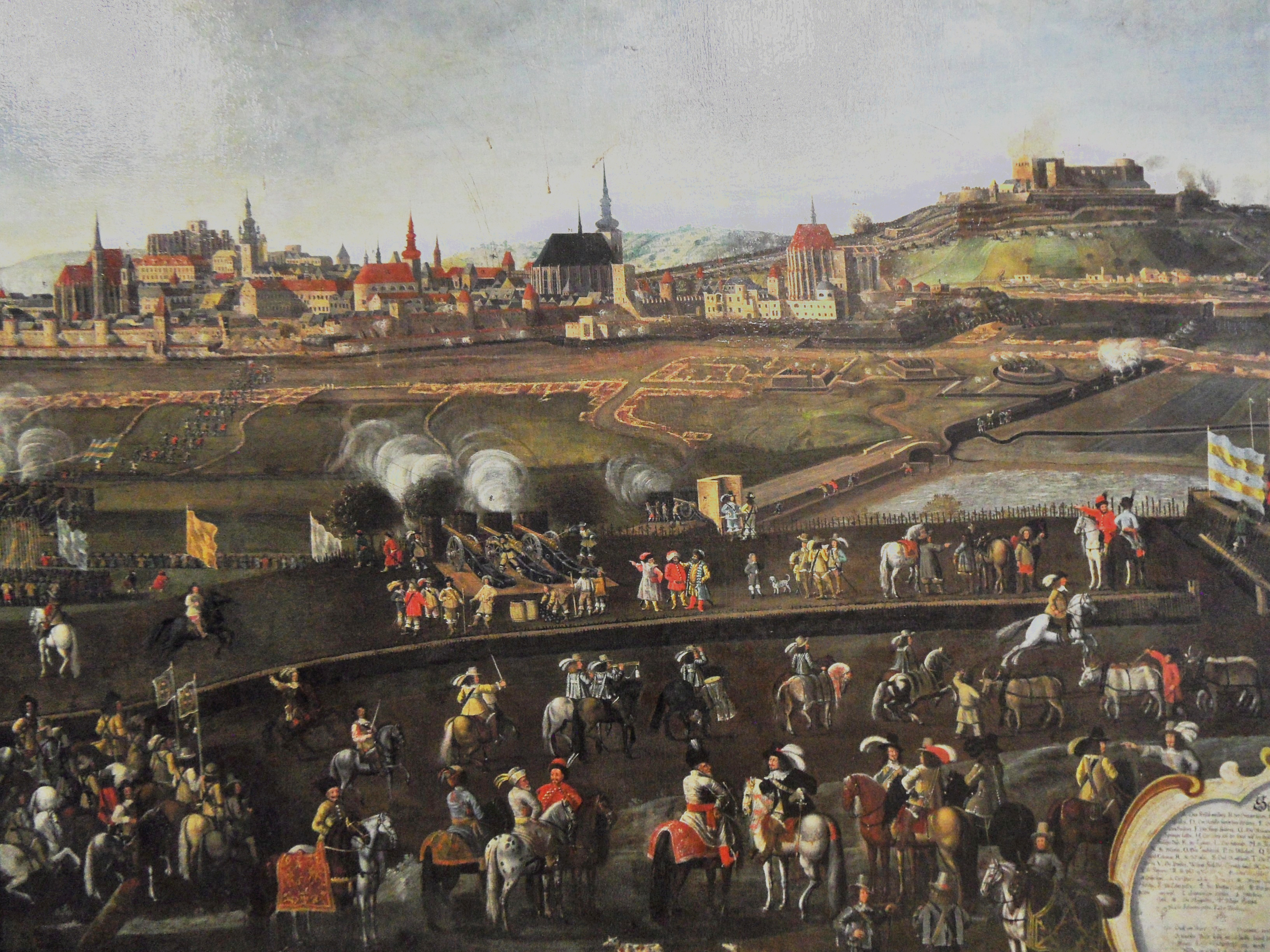
Obléhání Brna Švédy v roce 1645, veduta

Sám plukovník de Souches velel na Petrově, dle potřeby se ale přesunoval i na jiná místa, kde nabral útok na intenzitě. Jeho přímá účast v boji silně zapůsobila na lidi kolem. Jízdní zálohy připravené zasáhnout v případě proniknutí Švédů do města vedli hrabě z Vrbna a hrabě z Bubna. U svatého Tomáše, kde zuřil největší boj, se to Švédům téměř podařilo. Na obou stranách tu bojovaly ty nejlepší pluky. Švédy se zde nepodařilo zcela zastavit, proto se dostali až do příkopů, kde postavili žebříky, vylezli na hradby a rozrazili obránce, kteří začali couvat. V tu chvíli  však přišli na pomoc dragouni, a tak se podařilo donutit Švédy k ústupu. Současně probíhal boj o Špilberk, kde statečně bojoval se svými muži podplukovník Ogilvy. Po těžkých celodenních bojích byli i zde Švédové odraženi. Generální útok selhal a bitva skončila.
Torstenson k večeru žádal o příměří, aby Švédové mohli alespoň odnést mrtvé a raněné, ale de Souches odmítl, protože se blížila noc a měl podezření, že jde o Torstensonovu lest. Ráno 16. srpna opět Švédové žádali o příměří, ale dostali pouze dvě hodiny na odnesení mrtvých a raněných. Obránci také předali Švédům těla padlých důstojníků, která byla umytá, oblečená v čistých rubáších a uložena v nových rakvích. Nejednalo se jen o galantní gesto, ale také o demonstraci dostatku zásob obránců. Přesto ale nebyl konec. Odpoledne Švédové, uraženi tím, že de Souches odmítl požadované příměří, vyhodili do povětří podkop pod vnitřním srubem na hradě a podnikli útok na srub, ale opět byli odraženi. Pak již byl klid. Do švédského tábora navíc dorazila následujícího dne informace, že Rákoczy již podepsal mírovou smlouvu s císařem a jeho jednotky se začaly chystat k odchodu. Torstenson konečně pochopil marnost svého počínání a obléhání města vzdal.
V dalších dnech pak již obránci pozorovali, jak Švédové postupně odvážejí děla, vyklízejí tábor a chystají se k odchodu. Těsně před úplným odchodem proběhla ještě výměna zajatců. Poslední příslušníci švédské armády definitivně opustili tábor před nepokořenou moravskou metropolí 23. srpna 1645 a již se nevrátili. Při odchodu ještě frustrovaní švédští vojáci zapálili mlýn na soutoku Svitavy a Svratky v Komárově, nemocnici sv. Štěpána a vypálili všechny okolní osady. Zanechali tak za sebou dokonalý obraz zkázy.

## Po boji
Ohromné švédské vojsko obléhalo město Brno téměř čtyři měsíce. Po tuto dobu museli obránci města čelit nejrůznějším problémům a útrapám. Brno se stalo jediným městem, které odolalo náporu švédských vojsk a Brňané tak zachránili Vídeň, na kterou již Torstensonova zcela vyčerpaná armáda nemohla zaútočit. Pohled na město byl však skličující, mnoho obydlí bylo zničeno, opevnění bylo poškozeno, okolí města se proměnilo ve spáleniště a zásoby byly téměř vyčerpány. Při obraně města padlo 250 obránců a 150 jich bylo těžce zraněno. Naproti tomu ale zahynulo 8000 Švédů, kteří na Moravě utrpěli jednu z největších porážek celé třicetileté války.
Ihned 24. srpna 1645 vyslal de Souches posly k arcivévodovi Leopoldovi Vilémovi s podrobnou zprávou o celém obléhání Brna a se žádostí o přímluvu a doporučení císařské milosti při náhradě vzniklých škod. Císař Ferdinand III. vydal 22. září v Linci resoluci, která obsahovala řadu bodů, v nichž byly ohodnoceny zásluhy brněnských měšťanů. Šlo hlavně o pomoc materiální, dále bylo Brno a všichni jeho měšťané na šest let osvobozeni od všech daní a přirážek. Obci byla také poskytnuta finanční výpomoc ve výši třicet zlatých formou ročního odpočtu tří tisíc zlatých z daní. Městu Brnu byl také později vylepšen městský znak. Koncem roku 1647 osvobodil císař měšťany od placení cla, mýta a jakýkoliv poplatků ze zboží. Brnu bylo také uděleno právo konat koňské a dobytčí trhy. Kromě těchto obecných odměn byli osobně vyznamenáni a odměněni jednotliví brněnští měšťané, vojáci a studenti. Četní tovaryši, měšťanští pomocníci a obyvatelé brněnských předměstí, kteří se při obléhání vyznamenali, dostali v Brně měšťanská práva a byli osvobozeni od povinných poplatků. Z vojáků byli samozřejmě nejlépe oceněni vojenský velitel města de Souches a velitel posádky na Špilberku Ogilvy. Raduit de Souches byl povýšen na hraběte, dostal darem od města Schwanzův palác na Dolním trhu a čekala ho další vojenská kariéra. Následující měsíce a roky se stále podílel na vytlačování Švédů z Moravy a Čech, za což získal mnohé další statky na Moravě.
Jean Louis Raduit De Souches zemřel 12. srpna 1682 ve věku 73 let na svém zámku v Jevišovicích a je pohřben společně s manželkou v ochozu za hlavním oltářem v brněnském kostele sv. Jakuba. Na náhrobku s klečící postavou šlechtice z roku 1727 jsou ve staroněmeckém jazyce vyryta tato slova:
„Postůj tiše, poutníče, chceš-li zvědět, který vojevůdce jest zde pochován. Jest to velký hrdina, známý daleko široko, jehož se nepřítel obával jako úderu hromu. Císař Ferdinand III. a Leopold I. poznali dosti za 38 roků jeho hrdinnou odvahu všude tam, kam ho poslali. Tento velký hrdina zmařil Švédům, kteří obléhali Brno a chtěli se zmocnit i Špilberku, jejich úmysly, když jako velitel posádky tasil svůj ostrý meč, a nejen, že osvobodil obě místa od nepřátel, nýbrž je i tak zastrašil, že z Moravy i Rakous a Čech museli před ním prchati, sklízejíce ostudu a výsměch...“

## Pověst: poledne v 11.00
S obléháním Brna je spjata nejznámější brněnská pověst, která vysvětluje tradici, proč se zvoní na Petrově poledne o hodinu dřív. Švédové podle ní obléhali město již více než tři měsíce a jejich útoky ani snahy město vyhladovět nevedly k cíli. 15. srpna podnikl velitel švédského vojska Torstenson generální útok s prohlášením, že pokud město nepadne do poledne toho dne, obléhání ukončí a odtáhne pryč. Jeho výrok se prý donesl Brňanům, a když byli útočníky zle tísněni a poledne ještě daleko, napadlo kohosi začít zvonit poledne o hodinu dřív, dokud byla pozice obránců ještě silná. Generál Torstenson pak údajně dostál svému rozhodnutí a obléhání hned ukončil. Brno bylo zachráněno a na připomínku této události zvoní každý den zvony katedrály sv. Petra a Pavla poledne už v jedenáct hodin.
Pověst, která může vycházet z dozvuků dávné válečné propagandy, ovšem není pravdivá a skutečnost je pro Brňany ještě příznivější: poslední generální šturm 15. srpna trval až do večera a byl spolehlivě a kompletně odražen, načež Torstenson pro vyčerpání svých vojsk a nedostatek času obléhání vzdal.